# 129050 Lowellcogburn
129050 Lowellcogburn è un asteroide della fascia principale. Scoperto nel 2004, presenta un'orbita caratterizzata da un semiasse maggiore pari a 2,7846735 UA e da un'eccentricità di 0,1294868, inclinata di 14,78532° rispetto all'eclittica.